# إلين تيو
إلين تيو هي لاعبة تايكوندو ماليزية، ولدت في 5 فبراير 1981 في ملقا في ماليزيا.

## وصلات خارجية
- إلين تيو على موقع TaekwondoData.com (الإنجليزية)
- إلين تيو على موقع أوليمبيديا (الإنجليزية)